# Frank Serpico

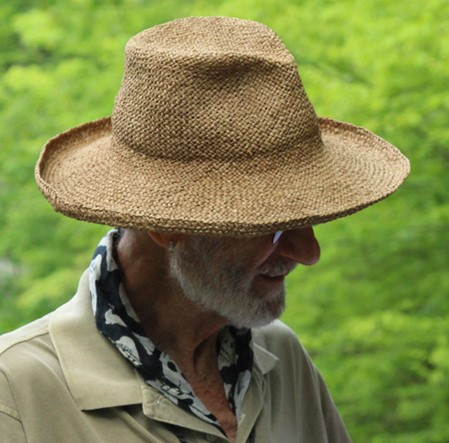
Frank Serpico 2013

Francesco Vincent „Frank“ Serpico (* 14. April 1936 in Brooklyn, New York City) ist ein US-amerikanischer Whistleblower und ehemaliger Beamter des New York Police Department (NYPD). Im Jahre 1970 sagte er vor einem Untersuchungsausschuss gegen korrupte Kollegen innerhalb der Polizei aus. International bekannt wurde er durch Sidney Lumets Filmbiografie Serpico (1973), in der er von Al Pacino verkörpert wurde.

## Leben

### Frühe Jahre
Frank Serpico wurde als Sohn italienischer Auswanderer aus Marigliano (Provinz Neapel) geboren. Schon seit Kindertagen hatte er davon geträumt, Polizist zu werden. Mit 18 Jahren trat er in die US-Army ein und war zwei Jahre in Südkorea stationiert. 1959 ging er zum New York City Police Department und war zunächst Streifenpolizist auf Probe. Am 5. März 1960 wurde er in den Polizeidienst übernommen, arbeitete zunächst im 81st Distrikt der Polizei, dann für zwei Jahre im BCI (Bureau of Criminal Identification).
Als Zivilbeamter bekämpfte er die Kriminalität in Brooklyn und der Bronx. Er erlebte dabei die Schattenseiten der Polizeiarbeit: Kollegen misshandelten Verdächtige, waren korrupt und strichen im großen Stil Schmiergelder ein. Wer sich weigerte, an diesem Verfahren zu partizipieren, wurde schnell zum Außenseiter und von den eigenen Kollegen unter Druck gesetzt.

### Bildung der Knapp Commission
Serpico versuchte, die Missstände zu melden, aber seine Vorgesetzten behinderten ihn und versetzten ihn innerhalb eines Zeitraums von zehn Jahren oft. Serpico litt dabei unter dem ständigen Misstrauen der anderen Beamten. Auch privat kam er nur schwer mit anderen Menschen und seinen wechselnden Freundinnen zurecht; immer wieder litt sein Umfeld unter seinem – nach eigenen Aussagen – oft überschäumenden Temperament. Schließlich wandten er und einige wenige Vertraute sich an das Büro von Bürgermeister John Lindsay, aber selbst dort wurde ihren Hinweisen nicht nachgegangen. Das änderte sich erst, als er Hilfe durch seinen Kollegen David Durk erhielt und beide einem Reporter der Zeitung New York Times ihre Geschichte erzählten, die am 25. April 1970 als Titelgeschichte veröffentlicht wurde. Bürgermeister Lindsay bildete einen fünfköpfigen Ermittlungsausschuss, der nach seinem Leiter Whitman Knapp als Knapp Commission benannt wurde, die mit umfangreichen Ermittlungen begann.

### Lebensgefährlicher Einsatz
Serpico wurde erneut versetzt und arbeitete weiter als Zivilbeamter auf den Straßen von New York City. Am 3. Februar 1971 wurde er während eines Einsatzes gegen den Drogenhandel lebensgefährlich angeschossen.
Der Einsatz kam aufgrund eines Tipps zustande und führte zu einem Haus an der 778 Driggs Avenue in Williamsburg. Beim Versuch, in die Wohnung einzudringen, wurde Serpico ins Gesicht geschossen. Eigentlich war Serpico von drei Polizisten begleitet worden. Die Kollegen Gary Roteman und Arthur Cesare standen vor dem Eingang; der dritte Kollege Paul Halley in Front des Gebäudekomplexes. Serpico war über die Feuerleiter eingedrungen und hatte durch zwei eintreffende Kunden der Dealer die Parole erlauscht, welche offenbar nötig war, damit die Dealer die Tür öffneten.
Die beiden Käufer wurden beim Verlassen des Gebäudes verhaftet und es wurde Heroin bei ihnen gefunden. Da Serpico der spanischen Sprache mächtig war, sollte er sich auf den Handel einlassen, die Dealer zum Öffnen der Tür zu bewegen, um diese dann überführen zu können.
Obwohl Serpico selbst bewaffnet war, ging der Einsatz schief. Serpico konnte sich zwar in den Türspalt quetschen, um in die Wohnung einzudringen, wurde aber von einer Kugel vom Kaliber .22 am Kopf getroffen und fiel zurück in den Flur. Weder waren ihm seine Kollegen zu Hilfe gekommen noch setzten sie einen Notruf an das Hauptquartier ab. Ein Nachbar rief einen Krankenwagen, welcher Serpico ins Krankenhaus bringen sollte. Es traf ein Polizeiwagen ein, der nichts von dem Einsatz wusste und Serpico als ziviles Opfer ins Greenpoint Hospital bringen ließ. Dadurch kam der Verdacht auf, die Kollegen hätten ihn absichtlich im Stich gelassen, damit er beim Einsatz ums Leben käme.

### Folgen
Die Verwundung überlebte er, behielt aber Hörschäden und leichte Lähmungen im Gesicht zurück.
Am 3. Mai 1971 erschien im New York Metro Magazine der Portrait of an Honest Cop (engl.: Porträt eines ehrlichen Polizisten). Am 10. Mai 1971 sagte Serpico vor einem Untersuchungsausschuss der Polizei aus, bei dem er offenlegte, dass ein Polizeibeamter des NYPD im Range eines Lieutenant Schmiergelder von Glücksspielern erhielt.
Im Oktober und im Dezember 1971 sagte Serpico vor der Knapp Commission aus.

“Through my appearance here today … I hope that police officers in the future will not experience … the same frustration and anxiety that I was subjected to … for the past five years at the hands of my superiors … because of my attempt to report corruption. I was made to feel that I had burdened them with an unwanted task. The problem is that the atmosphere does not yet exist … in which an honest police officer can act … without fear of ridicule or reprisal from fellow officers. Police corruption cannot exist unless it is at least tolerated … at higher levels in the department. Therefore, the most important result that can come from these hearings … is a conviction by police officers that the department will change. In order to ensure this … an independent, permanent investigative body … dealing with police corruption, like this commission, is essential.”

„Nach meinem heutigen Auftritt hier … hoffe ich, dass Polizeibeamte in Zukunft nicht dieselben Erfahrungen machen müssen …, die Frustration und die Angst, denen ich in den letzten fünf Jahren durch meine Vorgesetzten … ausgesetzt war … aufgrund meiner Versuche, Korruptionsfälle zur Anzeige zu bringen. Man ließ mich spüren, dass ich sie mit einer unerwünschten Aufgabe belastet hatte. Das Problem ist, dass bis heute kein Klima existiert …, in dem ein ehrlicher Polizeibeamter … ohne Angst vor Spott oder Repressalien durch seine Kollegen handeln kann. Polizei-Korruption kann nicht existieren, wenn sie nicht zumindest geduldet wird … auf den höheren Ebenen der Dienststelle. Deshalb ist das wichtigste Resultat, das diese Anhörungen vielleicht bringen werden …, die Überzeugung der Polizeibeamten, dass die Dienststelle sich ändern wird. Um das zu gewährleisten, … ist eine unabhängige, dauerhaft eingerichtete Untersuchungsstelle unabdingbar …, die sich mit Polizei-Korruption befasst, wie diese Kommission.“

Damit war Frank Serpico der erste Polizeibeamte in der Geschichte des New York City Police Department, der gegen die systematische Korruption in der Polizeibehörde aussagte.
Die nun ausgesprochene langersehnte Beförderung zum Detective lehnte er verbittert ab.

### Ruhestand
Am 15. Juni 1972 schied Serpico aus dem Polizeidienst aus. Einen Monat vorher hatte er die höchste Auszeichnung des New York City Police Departments erhalten, die New York City Police Department Medal of Honor, die Ehrenmedaille für besondere Tapferkeit im Dienst. Sie wurde ihm ohne Feierlichkeiten übergeben; „… wie eine Packung Zigaretten“, wie er später sagte.
Er ging zur Erholung in die Schweiz und lebte danach fast zehn Jahre auf einem Bauernhof in den Niederlanden, unterbrochen durch Reisen und Studien. Als die Entscheidung gefallen war, die Lebensgeschichte von Serpico zu verfilmen, bat ihn der Schauspieler Al Pacino, der im Film Serpico (1973) den Polizisten verkörpern sollte, zusammen mit ihm in ein gemietetes Haus in Montauk zu ziehen. 2012 sagte er in einem Interview, dass Al Pacino die Figur des Serpico „besser als ich selbst“ gespielt habe.
Obwohl er Anfeindungen von Polizisten und Zollbeamten ausgesetzt war, kehrte er nach dem überraschenden Krebstod seiner vierten Frau Marianne 1980 in aller Stille nach New York zurück.
Bis heute setzt er sich öffentlich für die Bürgerrechte und gegen Polizeigewalt und Korruption ein.

## Adaptionen
1973 wurde Serpicos Geschichte von Regisseur Sidney Lumet mit Al Pacino in der Titelrolle verfilmt. Der Film beruht auf dem gleichnamigen Buch von Peter Maas. 
1976 folgte noch eine 15-teilige Fernsehserie, in der David Birney den Serpico spielte (deutsche Erstausstrahlung 1983).